# Кириленко, Владимир Валентинович
Владимир Валентинович Кириленко — российский учёный в области технологии новых материалов, лауреат Государственной премии СССР 1986 г.

## Биография
Родился 26 ноября 1945 года.
Работал в Лаборатории координационной химии переходных элементов ИОНХ АН СССР (РАН).
Доктор технических наук.
Действительный член Академии инженерных наук (АИН), избран 29.11.1991, Отделение физикохимии и технологии перспективных материалов, ЦО.
С 1994 до начала 2010-х гг. директор Научно-технологического центра «Спектр» Российской академии наук и Академии инженерных наук им. А. М. Прохорова.
Лауреат Государственной премии СССР (1986), двух премий Совета Министров СССР (1981, 1990).

## Сочинения
- Оптические и эксплуатационные характеристики пленок фторидов и оксидов, полученных испарением в вакууме [Текст] / В. В. Кириленко [и др.] // Оптический журнал = Journal of optical technology. — 2016. — Т. 83, № 9. — С. 72-77 : табл. — Библиогр.: с. 77 (12 назв.). — ISSN 1023-5086
- Синтез пленкообразующих материалов из оксидов ванадия и исследование возможностей получения на их основе оптических покрытий. Кириленко В. В., Жигарновский Б. М., Бейрахов А. Г., Малкерова И. П., Михайлов А. В., Шаганов И. И. Оптический журнал. 2010. Т. 77. № 9. С. 75-87.